# Monte Mahawu
Monte Mahawu (en indonesio: Gunung Mahawu) es un estratovolcán situado inmediatamente al este del volcán Lokon-Empung en el norte de Célebes (Sulawesi), en Indonesia. El volcán tiene un cráter de 180 m de ancho y 140 m de profundidad con dos conos piroclásticos en el flanco norte. Una erupción con una pequeña explosión se registró en 1789. En 1994, fumarolas, géiseres y actividades pequeñas se observaron a lo largo de la orilla de un lago verde de cráter.